# Victoriemonument

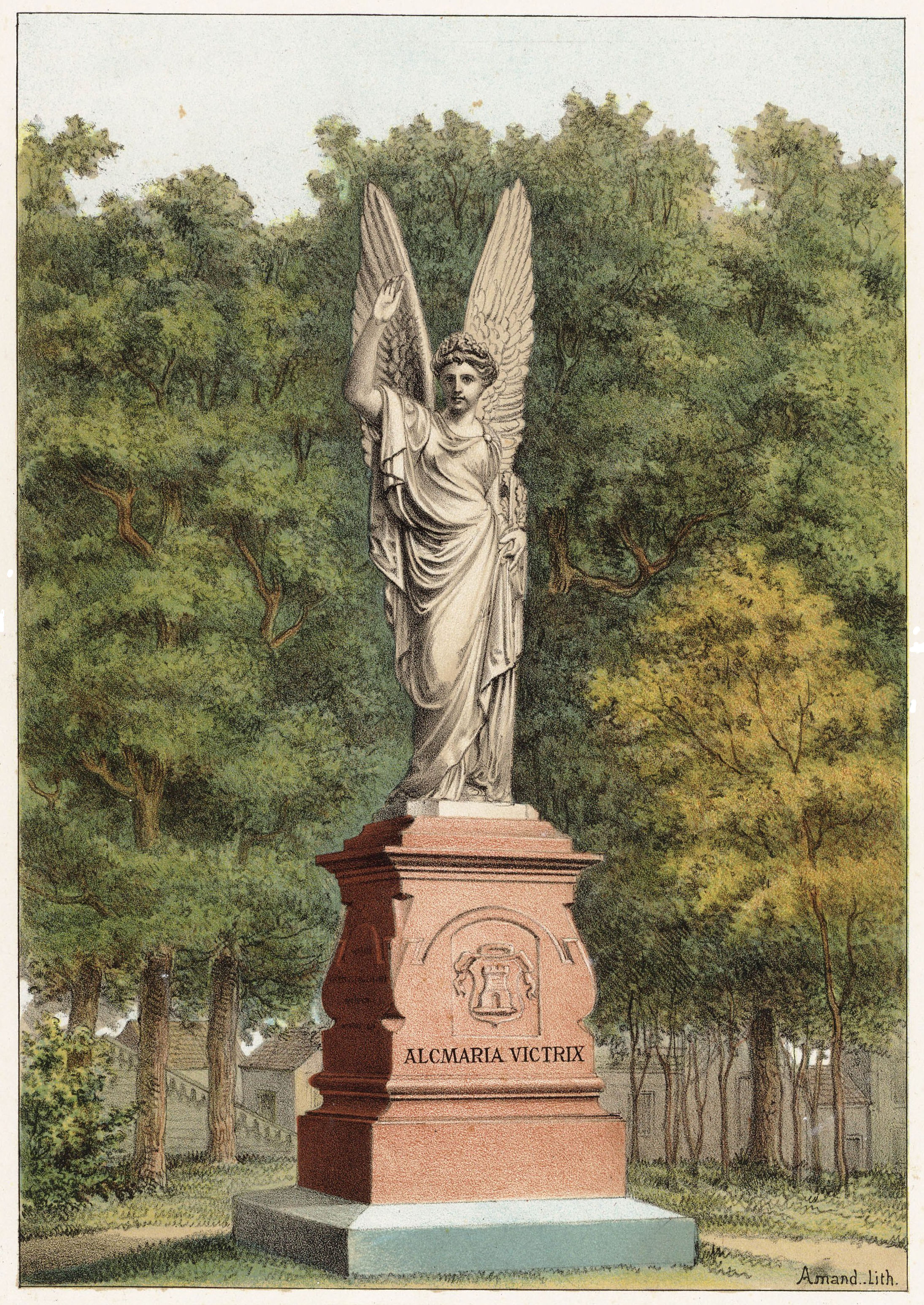
Litho uit 1876 van Gustave Amand, met het monument in de oorspronkelijke kleuren

Het Victoriemonument is een 19e-eeuws gedenkteken in de Nederlandse stad Alkmaar, ter herinnering aan het Alkmaars Ontzet in 1573. Het beeld stelt de godin Victoria voor en wordt ook wel Alcmaria victrix genoemd. Het gedenkteken staat te midden van het Victoriepark en staat lokaal bekend als Victorientje.

## Achtergrond
Tijdens de Tachtigjarige Oorlog werd Alkmaar op 21 augustus 1573 belegerd door het Spaanse Leger van Vlaanderen. Op 18 september vielen de vijandelijke troepen de stad aan maar nadat in opdracht van Willem van Oranje de dijken rond Alkmaar waren doorgestoken, moesten zij zich terugtrekken. Op 8 oktober 1573 werd de stad ontzet. Bij de nadering van het derde eeuwfeest van het ontzet, werd in november 1872 een feestcommissie ingesteld, onder voorzitterschap van jhr. D.C. de Dieu Fontein Verschuir (1804-1874). De commissie wilde onder meer een gedenkteken laten oprichten, dat tijdens het eeuwfeest, op 8 oktober 1873, zou moeten worden onthuld.
De beeldhouwer Frans Stracké, hoogleraar aan de Rijksakademie van beeldende kunsten, werd door de feestcommissie benaderd om een ontwerp te maken. Hij ontwierp een standbeeld van Victoria, de Romeinse godin van de overwinning, als genius van de vrijheid. Stracké zal zijn geïnspireerd door de Amerikaanse historicus Motley die over de strijd bij Alkmaar had geschreven: "Daar, aan het vlakke strand, de uiterste grens van westelijk Europa, hield de Genius van Hollands vrijheid stand." Op het voetstuk van het monument plaatste Stracké het motto Alcmaria victrix (Latijn voor Alkmaar overwinnaar), een verwijzing naar de uitdrukking Bij Alkmaar begint de victorie, die stamt uit de tijd van het ontzet. Nadat het ontwerp in maart 1873 werd goedgekeurd door een jury bestaande uit W.J. Hofdijk, J.H. Rennefeld en B. Wijnveld jr., kreeg Stracké de definitieve opdracht. Om geld in te zamelen werden in en buiten Alkmaar inzamelingsacties gehouden en werd een foto van het model verspreid om daaraan bij te dragen.
Het beeld werd geplaatst op de vroegere bolwerken, met de blik op Oudorp, waar ooit het Spaanse hoofdkwartier was gevestigd. Op 8 oktober 1873 hield Nicolaas Beets er een feestrede en legde koning Willem III de sluitsteen voor het voetstuk, in aanwezigheid van prins Alexander en prins Hendrik.
Het duurde nog even voor het monument klaar was. Drie jaar later, op 9 oktober 1876, vond de onthulling plaats. Voorzitter F.D. van Leeuwen droeg het daarna over aan de gemeente, waarop het door burgemeester Maclaine Pont in dank werd aanvaard. Het model van het Victoriabeeld werd door Stracké geschonken aan het Stedelijk Museum Alkmaar. Toen de koninginnen Emma en Wilhelmina in 1894 Alkmaar bezochten, werd per rijtuig ook het monument aangedaan. Ds. Martinus Cohen Stuart, voorzitter van de ontzetvereniging, herinnerde hen daarbij in een toespraak aan de steenlegging door Willem III.
Het Victoriemonument is in de 20e eeuw beschilderd. Het is sinds de onthulling meerdere malen vernield en gerestaureerd.

## Beschrijving
Het Victoriemonument toont een gevleugelde vrouwenfiguur, een beeld van Heilbronner zandsteen van de godin Victoria ten voeten uit. Op haar hoofd draagt ze een krans van eikenloof. Victoria is gekleed in een lang gewaad en houdt in haar linkerhand een zwaard en eikentak. De rechterhand is afwerend geheven.
De sokkel was oorspronkelijk roodbruin, aan de voorzijde daarvan is in reliëf het wapen van Alkmaar geplaatst, boven het motto Alcmaria victrix. Een opschrift op de zijkant vermeldt de eerstesteenlegging door Willem III en de datum van de onthulling. Op de andere zijde het opschrift 

HIER WERD DE STORM DER SPAANSCHE KRIJGERS DRIEMAAL AFGESLAGEN EN HIELD DE GENIUS DER VRIJHEID STAND 18 SEPTEMBER 1573

Op de achterzijde staat een tekst in het Latijn van dr. Jan Jacob de Gelder, rector in Alkmaar, waarin het gedenkteken wordt toegewijd aan de 'onoverwonnen voorvaderen' die de stad verdegdigden en de vijand terugdreven.

## Galerij

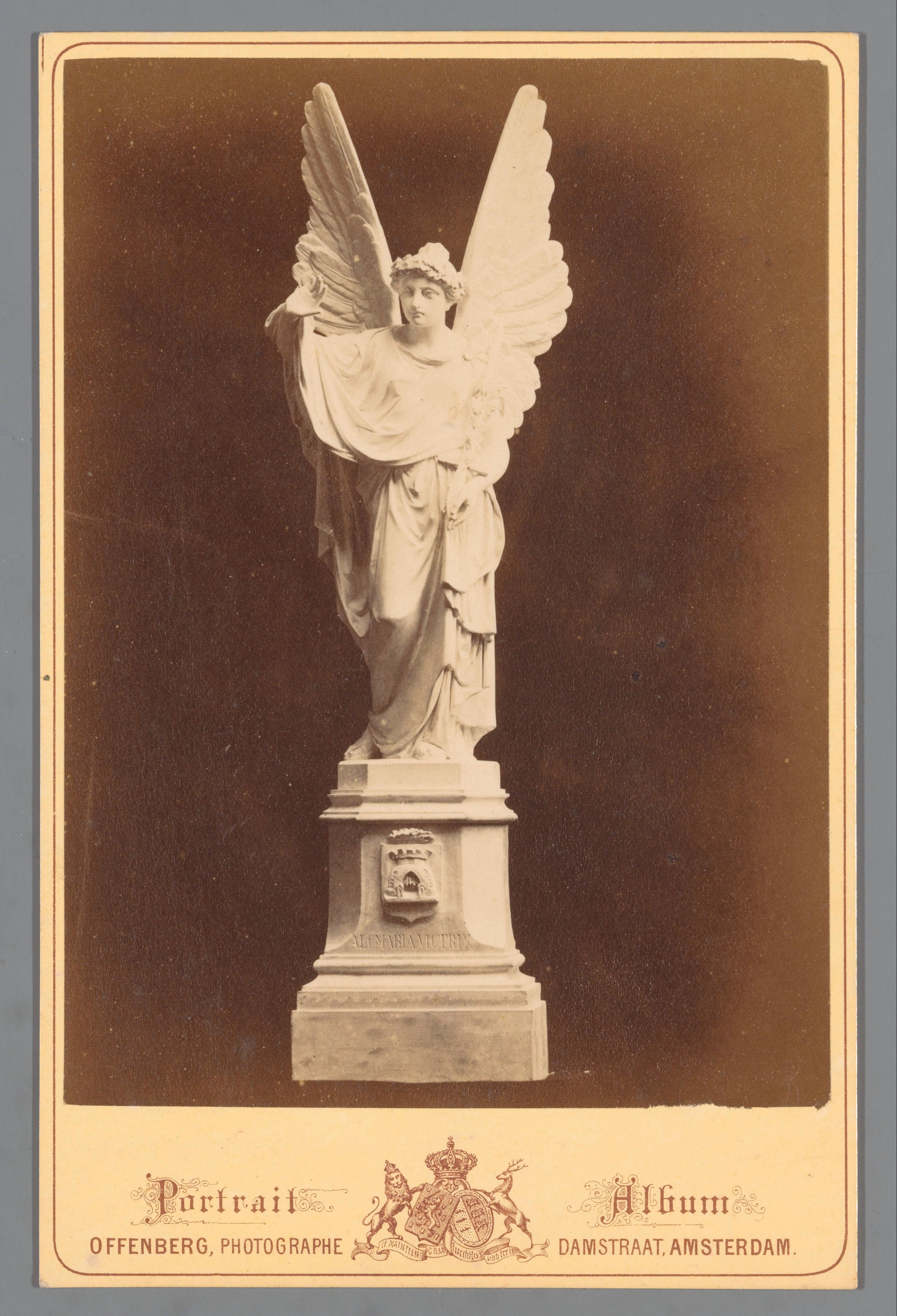
Foto van het model, die in 1873 werd verspreid om geld in te zamelen
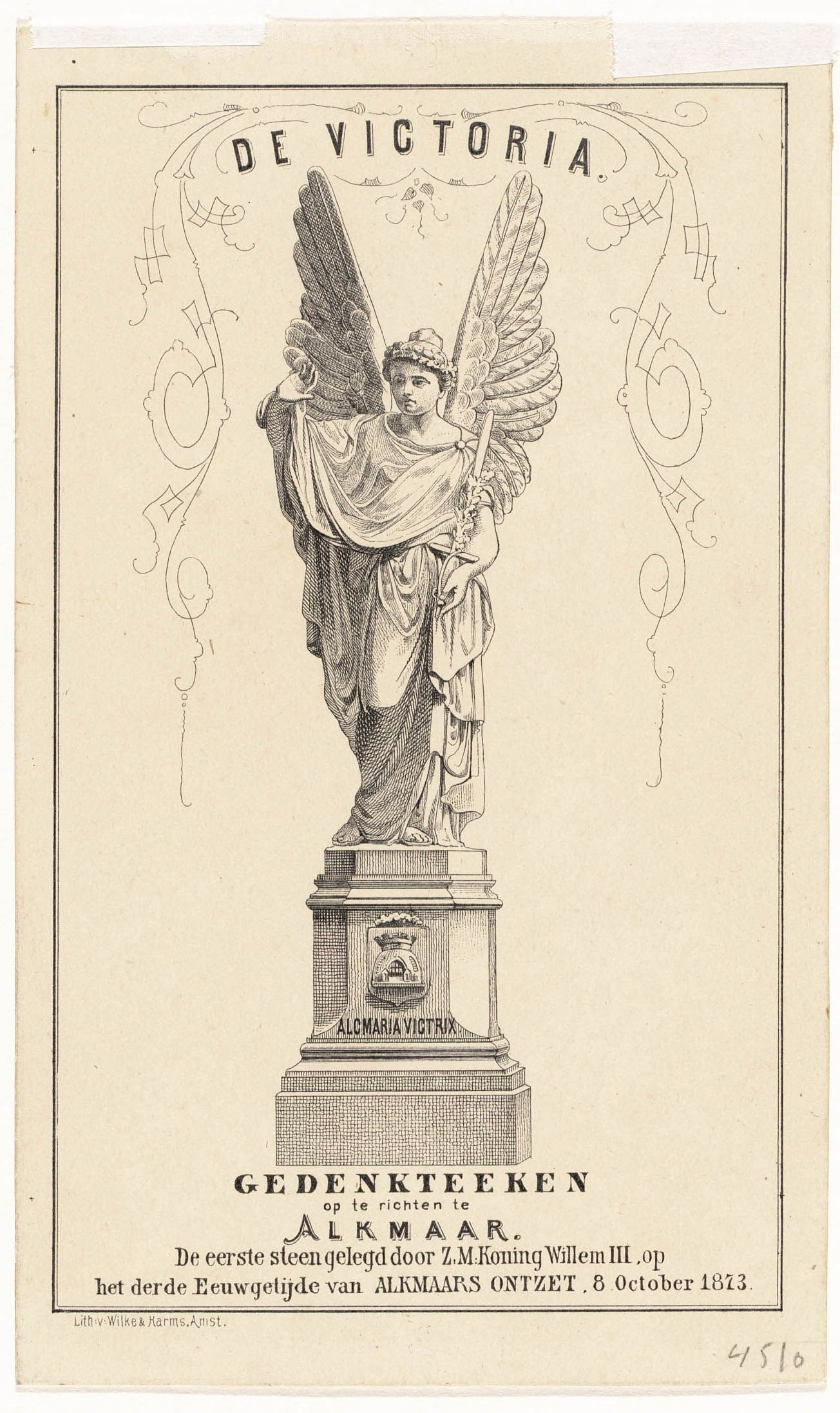
Litho uit 1873
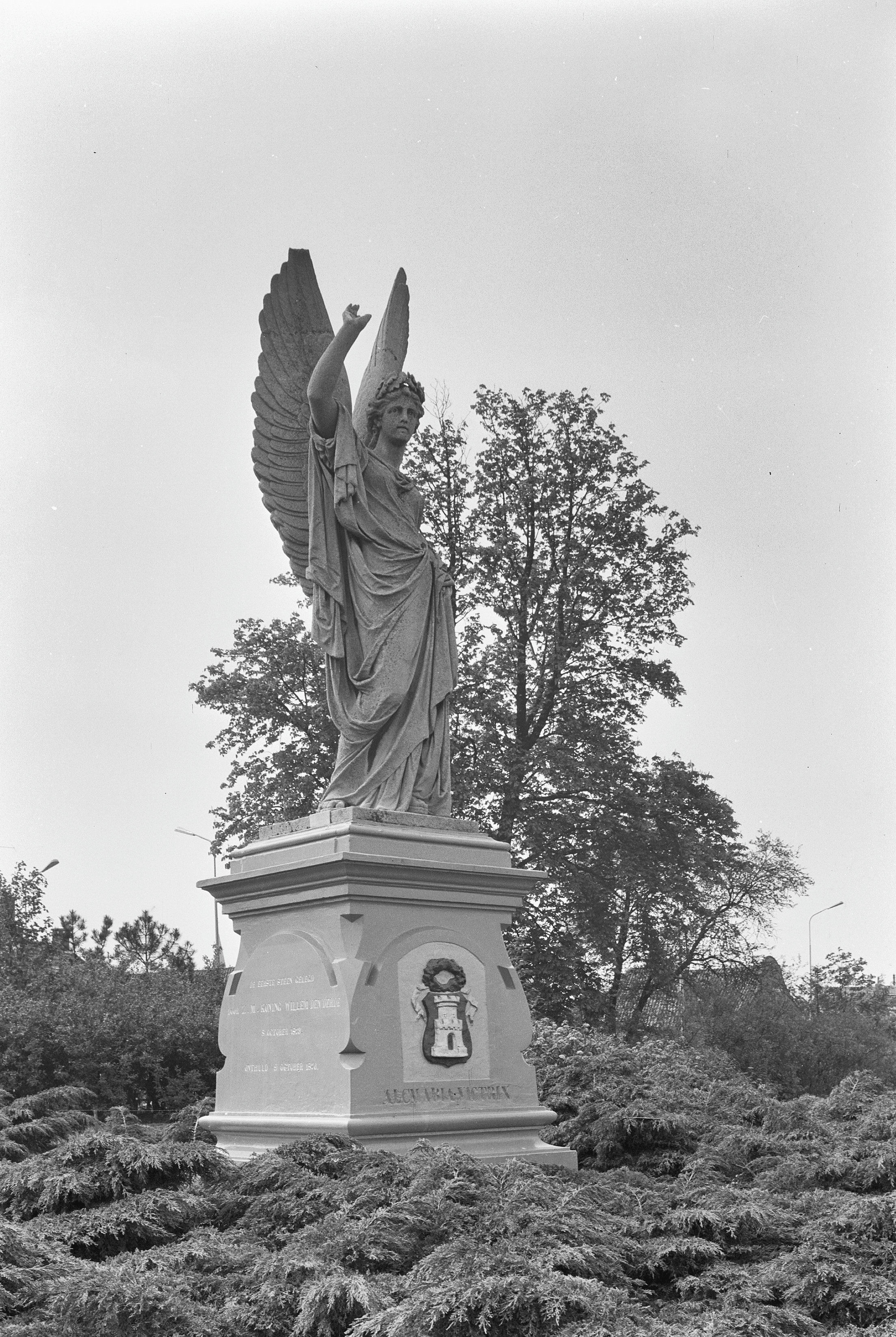
Het monument in 1966
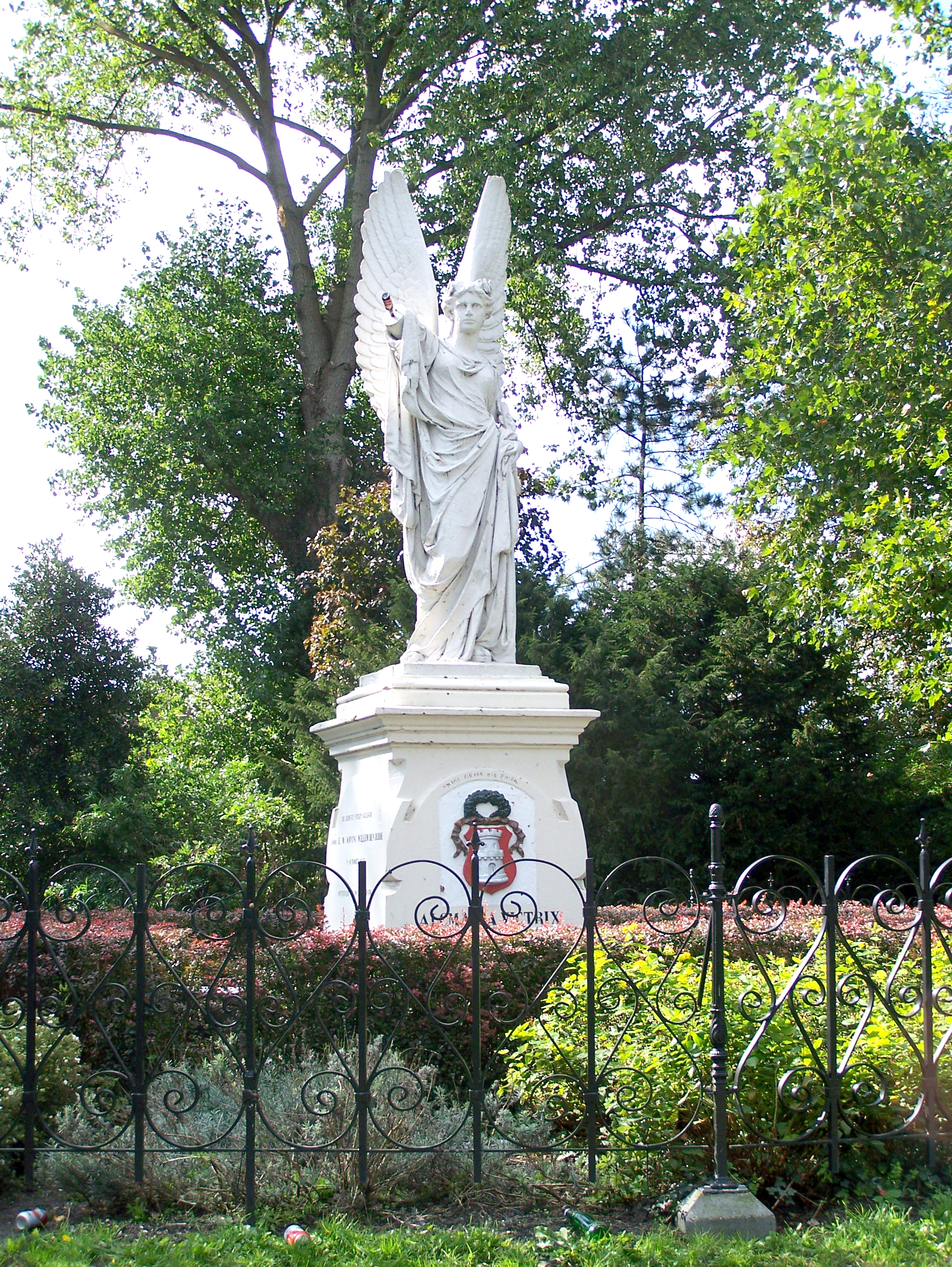
Het beschadigde monument in 2008